# Daniel Willems
Pour l’article homonyme, voir Willems.
Daniel Willems, né le 16 août 1956 à Herentals et mort le 2 septembre 2016 à Vorselaar, est un coureur cycliste belge.

## Biographie
Excellent amateur avec de nombreuses victoires, il est deux fois champion de Belgique sur route en 1976 en catégorie militaire et en 1977 en catégorie amateur. Il devient également deux fois champion de Belgique du contre-la-montre des clubs en 1975 en catégorie junior et en 1978 en catégorie amateur.
Il devient professionnel en août 1978 et le reste jusqu'en 1985. Il participe à trois Tours de France. Il se classe notamment septième en 1982. Dans le Tour de France 1981, il remporte la douzième étape disputée entre Compiègne et Roubaix et la 21e étape, courue entre Veurey-Voroize et Saint-Priest. En 1982, il renouvelle ses deux victoires d'étapes dans la troisième entre Nancy et Longwy et dans la 20e entre Sens et Aulnay-sous-Bois.

## Palmarès

### Palmarès amateur
- 1976
  -  Champion de Belgique sur route militaires
  - 2ea et 8eb (contre-la-montre) étapes du Tour de Campine
  - 2e de Bruxelles-Opwijk
  - 2e du Circuit Het Volk amateurs
- 1977
  -  Champion de Belgique sur route amateurs
  - Bruxelles-Zepperen
  - Tour de Düren
  - Ruban granitier breton :
    - Classement général
    - 1rea et 4ea (contre-la-montre) étapes

  - Seraing-Aix-Seraing
  - Circuit des régions flamandes
  - 1reb étape du Tour du Limbourg amateurs (contre-la-montre)
  - 2ea étape du Grand Prix François-Faber
  - Prologue du Tour du Hainaut occidental
  - 3e du Grand Prix François-Faber
- 1978
  - Deux Jours du Gaverstreek
  - 1rea et 2eb étapes du Tour du Limbourg amateurs
  - Circuit du Hainaut
  - Tour de Liège :
    - Classement général
    - 2e, 4eb et 5ea (contre-la-montre) étapes

  - 2e du Tour des Flandres amateurs
  - 2e du Tour du Limbourg amateurs
  - 2e du championnat de Belgique sur route amateurs
  - 3e de la Course des chats

### Palmarès professionnel
- 1978
  - Grand Prix de la ville de Zottegem
  - Championnat des Flandres
  - Grote Prijs Dr. Eugeen Roggeman
  - 2e du GP Union Dortmund
  - 3e de Hyon-Mons
- 1979
  - Prologue du Tour d'Andalousie (contre-la-montre par équipes)
  - Flèche brabançonne
  - Tour de Belgique :
    - Classement général
    - 1re (contre-la-montre par équipes) et 4eb (contre-la-montre) étapes

  - Circuit de la vallée de la Lys
  - Grand Prix de Francfort
  - Quatre Jours de Dunkerque :
    - Classement général
    - 4eb étape (contre-la-montre)

  - Circuit de Flandre orientale
  - Grand Prix de l'Escaut
  - 2e du Tour d'Andalousie
  - 3e du Tour des Flandres
  - 3e de Liège-Bastogne-Liège
  - 4e de Paris-Tours
  - 5e de Paris-Nice
  - 6e de Gand-Wevelgem
  - 6e du Championnat de Zurich
  - 6e du Super Prestige Pernod
  - 8e de Milan-San Remo
- 1980
  - Tour d'Andalousie :
    - Classement général
    - 3e et 5ea (contre-la-montre) étapes

  - Tour du Limbourg
  - 5e étape du Tour de Belgique
  - Prologue, 1re, 2e, 3e, 4ea et 4eb (contre-la-montre) étapes du Tour de Suisse
  - Circuit de l'Aulne
  - Paris-Tours
  - 2e du Tour de Belgique
  - 2e du Grand Prix Eddy Merckx
  - 4e du Grand Prix de Francfort
  - 5e du Championnat de Zurich
  - 5e du Tour de Suisse
  - 7e de l'Amstel Gold Race
  - 7e de Paris-Roubaix
  - 9e du Tour de Romandie
- 1981
  - Grand Prix d'Antibes
  - 1re, 4e et 5e étapes de la Semaine catalane
  - Flèche wallonne
  - 1rea étape du Tour de Belgique (contre-la-montre)
  - 3e étape du Grand Prix du Midi libre
  - 3e étape du Tour de l'Aude
  - 11e et 19e étapes du Tour de France
  - Critérium des As
  - 2e du Circuit Mandel-Lys-Escaut
  - 2e du Circuit de la région frontalière
  - 3e du Grand Prix de Francfort
  - 3e du Championnat de Zurich
  - 10e du Tour des Flandres
- 1982
  - 3e étape des Trois Jours de La Panne
  - 1re et 2ea étapes du Tour Midi-Pyrénées
  - 1re étape des Quatre Jours de Dunkerque
  - 3e et 20e étapes du Tour de France
  - Grand Prix Eddy Merckx
  - 2e du Samyn
  - 3e du Grand Prix E3
  - 6e de Tirreno-Adriatico
  - 7e des Quatre Jours de Dunkerque
  - 7e du Tour de France
- 1983
  - 2e du Grand Prix Eddy Merckx

## Résultats sur les grands tours

### Tour de France
3 participations
- 1981 : abandon (21e étape), vainqueur des 11e et 19e étapes
- 1982 : 7e, vainqueur des 3e et 20e étapes
- 1983 : abandon (17e étape)

### Tour d'Italie
1 participation
- 1984 : 71e

### Tour d'Espagne
1 participation
- 1983 : abandon (6e étape)